# Phare de Saint-Valery-sur-Somme
Le phare de Saint-Valery-sur-Somme est situé en France sur la commune de Saint-Valery-sur-Somme, dans le département de la Somme en région Hauts-de-France.

## Caractéristiques
Il s'élève sur l'extrémité nord de la digue de halage, rive droite de la Somme, à l'entrée du port.
L'ancien feu, allumé en 1893 et détruit en 1944, était un feu fixe rouge de port monté sur une cabane en tôle. Élevé à 6,4 mètres de haut, il avait une portée de 3 milles.